# Pseudomonadal
Els Pseudomonadales són un ordre de Proteobacteria. Uns pocs membres són patogens oportunistes, com les espècies de Pseudomonas, Moraxella, i Acinetobacter,. les quals poden causar pneumonia.